# Navelim
Navelim è una suddivisione dell'India, classificata come census town, di 11.014 abitanti, situata nel distretto di Goa Sud, nello territorio federato di Goa. In base al numero di abitanti la città rientra nella classe IV (da 10.000 a 19.999 persone).

## Geografia fisica
La città è situata a 15° 15' 0 N e 73° 55' 0 E al livello del mare.

## Società

### Evoluzione demografica
Al censimento del 2001 la popolazione di Navelim assommava a 11.014 persone, delle quali 5.743 maschi e 5.271 femmine. I bambini di età inferiore o uguale ai sei anni assommavano a 1.358, dei quali 695 maschi e 663 femmine. Infine, coloro che erano in grado di saper almeno leggere e scrivere erano 8.179, dei quali 4.501 maschi e 3.678 femmine.